# Atletismo nos Jogos Olímpicos de Verão de 2008 - Arremesso de peso masculino
A competição de Arremesso de peso masculino nos Jogos Olímpicos de Verão de 2008 aconteceu no dia 15 de agosto no Estádio Nacional de Pequim. 
O padrão classificatório foi 20,30 m (padrão A) e 19,80 m (padrão B).
Andrei Mikhnevich, da Bielorrússia, originalmente obteve a medalha de bronze, mas foi desclassificado devido a questões de doping. O canadense Dylan Armstrong herdou a terceira colocação em 20 de agosto de 2014.

## Medalhistas
| Ouro   | POL Tomasz Majewski    |
| Prata  | USA Christian Cantwell |
| Bronze | CAN Dylan Armstrong    |

## Recordes
Antes desta competição, os recordes mundiais e olímpicos da prova eram os seguintes:
| Tipo | Atleta         | Distância | Local    | Data                   |
| ---- | -------------- | --------- | -------- | ---------------------- |
|      | Randy Barnes   | 23,12 m   | Westwood | 20 de maio de 1990     |
|      | Ulf Timmermann | 22,47 m   | Seul     | 23 de setembro de 1988 |

## Rodada classificatória
| Grupo | Pos | Nome                        | País                     | Resultado | Notas |
| ----- | --- | --------------------------- | ------------------------ | --------- | ----- |
| A     | 1   | Tomasz Majewski             | POL Polônia              | 21,04     | Q, PB |
| B     | 2   | Adam Nelson                 | USA Estados Unidos       | 20,56     | Q     |
| B     | 3   | Andrei Mikhnevich           | BLR Bielorrússia         | 20,48     | Q     |
| A     | 4   | Christian Cantwell          | USA Estados Unidos       | 20,48     | Q     |
| A     | 5   | Dylan Armstrong             | CAN Canadá               | 20,43     | Q     |
| A     | 6   | Reese Hoffa                 | USA Estados Unidos       | 20,41     | Q     |
| B     | 7   | Yury Bialou                 | UKR Ucrânia              | 20,36     | q     |
| B     | 8   | Pavel Lyzhyn                | BLR Bielorrússia         | 20,36     | q     |
| A     | 9   | Pavel Sofin                 | RUS Rússia               | 20,29     | q     |
| B     | 10  | Rutger Smith                | NED Países Baixos        | 20,13     | q     |
| A     | 11  | Yury Bialou                 | BLR Bielorrússia         | 20,12     | q     |
| B     | 12  | Ivan Yushkov                | RUS Rússia               | 20,02     | q     |
| B     | 13  | Peter Sack                  | GER Alemanha             | 20,01     |       |
| A     | 14  | Andriy Semenov              | UKR Ucrânia              | 20,01     |       |
| B     | 15  | Dorian Scott                | JAM Jamaica              | 19,94     |       |
| B     | 16  | Justin Anlezark             | AUS Austrália            | 19,91     |       |
| A     | 17  | Hamza Alic                  | BIH Bósnia e Herzegovina | 19,87     |       |
| A     | 18  | Anton Lyuboslavskiy         | RUS Rússia               | 19,87     |       |
| B     | 19  | Manuel Martínez             | ESP Espanha              | 19,81     |       |
| B     | 20  | Miran Vodovnik              | SLO Eslovênia            | 19,81     |       |
| A     | 21  | Scott Martin                | AUS Austrália            | 19,75     |       |
| A     | 22  | Joachim B. Olsen            | DEN Dinamarca            | 19,74     | SB    |
| B     | 23  | Yves Niare                  | FRA França               | 19,73     |       |
| A     | 24  | Carlos Véliz                | CUB Cuba                 | 19,58     |       |
| B     | 25  | Taavi Peetre                | EST Estônia              | 19,57     |       |
| A     | 26  | Māris Urtāns                | LAT Letônia              | 19,57     |       |
| B     | 27  | Sultan Abdulmajeed Alhebshi | KSA Arábia Saudita       | 19,51     |       |
| B     | 28  | Petr Stehlik                | CZE República Checa      | 19,41     |       |
| B     | 29  | Nedzad Mulabegovic          | CRO Croácia              | 19,35     |       |
| A     | 30  | Milan Haborak               | SVK Eslováquia           | 19,32     |       |
| B     | 31  | Reinaldo Proenza            | CUB Cuba                 | 19,20     |       |
| A     | 32  | Germán Lauro                | ARG Argentina            | 19,07     |       |
| A     | 33  | Asmir Kolasinic             | SRB Sérvia               | 19,01     |       |
| A     | 34  | Lajos Imre Kurthy           | HUN Hungria              | 18,74     |       |
| B     | 35  | Ivan Emilianov              | MDA Moldávia             | 18,64     |       |
| A     | 36  | Michail Stamatogiannis      | GRE Grécia               | 18,45     |       |
| B     | 37  | Yasser Farag                | EGY Egito                | 18,42     |       |
| B     | 38  | Marco Fortes                | POR Portugal             | 18,05     |       |
| A     | 39  | Marco Antonio Verni         | CHI Chile                | 17,96     |       |
| B     | 40  | Chang Ming-Huang            | TPE Taipé Chinês         | 17,43     |       |
| A     | —   | Ralf Bartels                | GER Alemanha             | DNS       |       |
| A     | —   | Robert Haggblom             | FIN Finlândia            | NM        |       |
| A     | —   | Georgi Ivanov               | BUL Bulgária             | NM        |       |
| B     | —   | Amin Nikfar                 | IRI Irã                  | NM        |       |
| B     | —   | Alexis Paumier              | CUB Cuba                 | NM        |       |

## Final
| Pos               | Nome               | País               | Resultado | Notas |
| ----------------- | ------------------ | ------------------ | --------- | ----- |
| Medalha de ouro   | Tomasz Majewski    | POL Polônia        | 21.51     | PB    |
| Medalha de prata  | Christian Cantwell | USA Estados Unidos | 21.09     |       |
| Medalha de bronze | Dylan Armstrong    | CAN Canadá         | 21.04     | NR    |
| 4                 | Yuriy Bilonog      | UKR Ucrânia        | 20.63     | SB    |
| 5                 | Reese Hoffa        | USA Estados Unidos | 20.53     |       |
| 6                 | Pavel Sof'in       | RUS Rússia         | 20.42     |       |
| 7                 | Rutger Smith       | NED Países Baixos  | 20.41     |       |
| 8                 | Yury Bialou        | BLR Bielorrússia   | 20.06     |       |
| 9                 | Adam Nelson        | USA Estados Unidos | NM        |       |
| DSQ               | Andrei Mikhnevich  | BLR Bielorrússia   | 21.05     |       |
| DSQ               | Pavel Lyzhyn       | BLR Bielorrússia   | 20.98     | PB    |
| DSQ               | Ivan Yushkov       | RUS Rússia         | 19.67     |       |